# Dallara F2 2018
La Dallara F2 2018 (o Dallara F2/18) è una vettura da corsa, monoposto a ruote scoperte, sviluppata dal costruttore italiano Dallara, quale unica monoposto ammessa al Campionato FIA di Formula 2. La F2 2018 è la quarta generazione di auto usate nel Campionato FIA di Formula 2 (già noto come GP2 Series).
La vettura è stata utilizzata a partire dal campionato 2018, in sostituzione del vecchio telaio Dallara GP2/11, e si prevede il suo uso fino alla stagione 2023.

## Storia
La Dallara ha iniziato lo sviluppo, la progettazione e la costruzione del telaio alla fine del 2015. Il primo prototipo è stato assemblato nel gennaio 2017, mentre la versione finale è stata presentata il 31 agosto 2017 all'Autodromo nazionale di Monza.
L'auto ha affrontato con successo il test preliminare in luglio, presso il Circuito di Nevers Magny-Cours. Sullo stesso tracciato, il 14 febbraio 2018, viene organizzato il primo test collettivo per la vettura, al quale partecipano le scuderie impegnate nel campionato 2018.

## Design e motore
Il design della vettura incorpora un muso più basso, un'ala posteriore più ampia e più bassa e un'ala anteriore più stretta rispetto alla Dallara GP2/11 in quanto la serie adotta regolamenti più esteticamente in linea con la Formula 1. Il coperchio del motore "shark fin" è stato mantenuto ma il suo profilo è stato abbassato. La vettura continuerà a utilizzare gli stessi pneumatici, il serbatoio e i freni della GP2/11.
Questa è la prima nuova auto ad essere presentata con il sistema Halo, incorporato nella fase finale del progetto.
Il motore è un Mecachrome a turbocompressore 3,4 litri V6, che fornisce 620 CV a 8.750 giri/min.

## Caratteristiche tecniche
| Dimensioni e peso           | Dimensioni e peso                                                                                              |
| --------------------------- | --- |
| Lunghezza                   | 5,224 mm |
| Larghezza                   | 1,900 mm |
| Altezza                     | 1,097 mm (inclusa telecamera)                                                                                  |
| Interasse                   | 3,135 mm |
| Peso                        | 755 kg (con pilota)                                                                                            |
| Motore e trasmissione       | |
| Motore                      | Mecachrome 3.4 L V6, montato longitudinalmente in posizione centrale con turbocompressore, trazione posteriore |
| Potenza                     | 620 CV (462 kW)                                                                                                |
| Carburante                  | Elf LMS 101.6 RON senza piombo                                                                                 |
| Lubrificanti                | Elf HTX 840 |
| Trasmissione                | Cambio sequenziale semi-automatico Hewland a 6 marce (più 1 retromarcia)                                       |
| Telaio, freni e prenumatici | |
| Telaio                      | Monoscocca Dallara in fibra di carbonio                                                                        |
| Sospensione (anteriore)     | Bracci trasversali a doppio comando in acciaio con doppie antivibranti e sospensioni a barre di torsione       |
| Sospensione (posteriore)    | Bracci trasversali a doppio comando in acciaio con doppie antivibranti e sospensioni a molla                   |
| Freni                       | Dischi freno in carbonio con pinze e pastiglie Brembo                                                          |
| Pneumatici                  | Pneumatici Pirelli P Zero (asciutto) e Pirelli Cinturato (bagnato)                                             |

## Prestazioni
| Accelerazione 0-100 km/h       | 2,90 sec                                             |
| Accelerazione 0-200 km/h       | 6,60 sec                                             |
| Velocità massima               | 330 km/h (assetto aerodinamico Monza con DRS aperto) |
| Massima decelerazione frenante | -3.5 G                                               |
| Massima accelerazione laterale | +/- 3.9 G                                            |

## Curiosità
Sullo chassis Dallara F2 2018 sono basate le auto del team fittizio APXGP, protagonista del film "F1", in uscita nel 2025